# Rigaudon (muzyka)
Rigaudon – muzyczna forma taneczna oparta na tańcu rigaudon.
Zwykle w formie pieśni trzyczęściowej z trio jako częścią środkową. Metrum parzyste. Opcjonalnie część suity barokowej. Występuje także jako samodzielny utwór.
Znane rigaudon:
Camille Saint-Saëns - Sarabanda i rigaudon na smyczki E-dur op.93 1892